# Stéphane Pichot
Pour les articles homonymes, voir Pichot.
Stéphane Pichot est un footballeur puis entraîneur français, né le 2 septembre 1976 à Ernée (Mayenne). Après une carrière au poste de latéral droit de 1996 à 2014, il devient entraîneur. Il dirige actuellement l'équipe réserve du Lille OSC.

## Biographie

### Carrière de joueur

#### Formation et débuts au Stade lavallois
Préformé à l'Ernéenne comme Thierry Goudet, Stéphane Pichot dispute en 1991 la Coupe nationale des minimes avec la sélection de la Ligue du Maine. Il intègre ensuite le centre de formation du Stade lavallois. Occasionnellement sélectionné en équipe de France juniors, il est en 1996 capitaine de l'équipe qui atteint les huitièmes de finale de la Coupe Gambardella. Il intègre le groupe professionnel à l'été 1996, comme stagiaire. En 1997 il est demi-finaliste de la Coupe de France avec Laval puis fait partie d'une sélection Espoirs "Bis" qui dispute les Jeux Méditerranéens. Après avoir évolué pendant quatre ans en Division 2 au sein de l'équipe mayennaise, le plus souvent comme milieu droit, il rejoint l'équipe de Lille à l'intersaison 2000 pour une somme avoisinant les 500 000 €. En 2002, les supporters lavallois l'éliront dans les 22 joueurs du siècle du club mayennais. 

#### Une décennie en Ligue 1
Il dispute son premier match en Division 1 lors de Lille - Monaco (1-1) le 29 juillet 2000 alors dirigé par Vahid Halilhodžić. En 2002 il est élu dans l'équipe type de D1 aux Oscars du football. Il retrouve Halilhodžić à l'intersaison 2004 lorsqu'en fin de contrat, il s'engage pour trois ans avec le Paris Saint-Germain. Il est alors considéré par l'entraîneur bosnien comme la doublure de Bernard Mendy au poste d'arrière latéral droit mais arrive par son travail à réaliser 25 apparitions en championnat lors de la saison 2004-2005. Auteur de trois mains involontaires sifflées donnant suite à trois penaltys ainsi qu'un but contre son camp, il reçoit à la fin de sa saison le trophée humoristique de Canal+ intitulé le Marcel d'Or de la statistique. 
Durant l'intersaison 2006, il signe avec le FC Sochaux, club avec lequel il remporte la Coupe de France contre Marseille. Il évolue dans le Doubs durant trois saisons.

#### Dernières années
Le 30 juin 2009 Stéphane Pichot signe un contrat de deux ans avec le RC Strasbourg, alors en Ligue 2. Le club alsacien évolue en National la saison suivante et connait de sérieux problèmes financiers.
À l'été 2011, Pichot s'engage en Belgique au Royal Mouscron-Peruwelz, club partenaire du LOSC. Il est durant trois saisons défenseur droit et capitaine de l'équipe. Dès sa première saison, le club est promu en Division 2, grâce à l'obtention du titre de champion de D3 belge. Le RMP termine la saison 2012-2013 à la 2e place du championnat et participe donc au tour final. L'équipe échoue à la 2e place juste derrière le Cercle Bruges et rate de peu la montée en Jupiler Pro League. La saison suivante est plus difficile puisque le club ne finit que 4e; l'équipe remporte cependant cette fois-ci le tour final[Quoi ?] aux dépens du KAS Eupen.
Stéphane Pichot prend sa retraite de joueur professionnel en 2014, à l'âge de 37 ans.

### Reconversion
Après avoir emmené les U17 nationaux du LOSC en finale du championnat contre le FC Nantes, il rejoint Le Mans FC le 18 juin 2019 dans un rôle d'adjoint de Richard Deziré pour la saison du retour en professionnel en Ligue 2 des Manceaux. 
À partir du 23 février 2020, à la suite de l'éviction de Richard Deziré, Pichot assume jusqu'à l'arrivée de Réginald Ray, le 29 février 2020, le rôle d'entraîneur principal du Mans FC.
En juillet 2021 il est nommé entraîneur de l'équipe réserve du LOSC en National 3.
Stéphane Pichot est titulaire du DEF (diplôme d'entraîneur de football) et d'un DESJEPS mention football, qui permet d'entraîner une équipe de niveau N2 ou N3, ou une équipe jeune dans un centre de formation. En mai 2022, il est admis à la formation pour le brevet d'entraîneur formateur de football (BEFF), qui se déroule pendant un an au CNF Clairefontaine.

## Palmarès
- Vainqueur de la Coupe de France en 2006 avec le Paris Saint-Germain et 2007 avec le FC Sochaux
- Finaliste du Trophée des champions en 2007 avec le FC Sochaux
- Finaliste de la Coupe Intertoto en 2002 avec le LOSC
- Champion de Belgique de D3 en 2012 avec le Royal Mouscron Peruwelz
- Vainqueur du tour final de D2 en 2014 avec le Royal Mouscron Peruwelz garantissant l'accession en Division 1 belge.

## Statistiques
| Saison                | Club                    | Championnat           | Championnat | Championnat | Coupe nationale | Coupe nationale | Coupe de la Ligue | Coupe de la Ligue | Supercoupe | Supercoupe | Compétition(s) continentale(s) | Compétition(s) continentale(s) | Compétition(s) continentale(s) | Total | Total |
| Saison                | Club                    | Division              | M.          | B.          | M.              | B.              | M.                | B.                | M.         | B.         | Comp.                          | M.                             | B.                             | M.    | B.    |
| 1996-1997             | Stade lavallois         | Division 2            | 32          | 2           | 5               | 0               | 1                 | 0                 | -          | -          | -                              | -                              | -                              | 38    | 2     |
| 1997-1998             | Stade lavallois         | Division 2            | 39          | 2           | 2               | 0               | 1                 | 0                 | -          | -          | -                              | -                              | -                              | 42    | 2     |
| 1998-1999             | Stade lavallois         | Division 2            | 36          | 1           | 4               | 0               | 1                 | 0                 | -          | -          | -                              | -                              | -                              | 41    | 1     |
| 1999-2000             | Stade lavallois         | Division 2            | 34          | 0           | 2               | 0               | 1                 | 0                 | -          | -          | -                              | -                              | -                              | 37    | 0     |
| Sous-total            | Sous-total              | Sous-total            | 141         | 5           | 13              | 0               | 4                 | 0                 | -          | -          | -                              | -                              | -                              | 158   | 5     |
| 2000-2001             | Lille OSC               | Division 1            | 32          | 0           | 1               | 0               | 1                 | 0                 | -          | -          | -                              | -                              | -                              | 34    | 0     |
| 2001-2002             | Lille OSC               | Division 1            | 26          | 0           | -               | -               | -                 | -                 | -          | -          | C1+C3                          | 10                             | 0                              | 36    | 0     |
| 2002-2003             | Lille OSC               | Ligue 1               | 28          | 0           | 1               | 0               | 2                 | 0                 | -          | -          | CI                             | 5                              | 0                              | 36    | 0     |
| 2003-2004             | Lille OSC               | Ligue 1               | 29          | 0           | 1               | 0               | 1                 | 0                 | -          | -          | -                              | -                              | -                              | 31    | 0     |
| Sous-total            | Sous-total              | Sous-total            | 115         | 0           | 3               | 0               | 4                 | 0                 | -          | -          | -                              | 15                             | 0                              | 137   | 0     |
| 2004-2005             | Paris Saint-Germain     | Ligue 1               | 25          | 0           | 2               | 0               | 2                 | 0                 | -          | -          | C1                             | 4                              | 0                              | 33    | 0     |
| 2005-2006             | Paris Saint-Germain     | Ligue 1               | 21          | 0           | 3               | 0               | 2                 | 0                 | -          | -          | -                              | -                              | -                              | 26    | 0     |
| Sous-total            | Sous-total              | Sous-total            | 46          | 0           | 5               | 0               | 4                 | 0                 | -          | -          | -                              | 4                              | 0                              | 59    | 0     |
| 2006-2007             | FC Sochaux-Montbéliard  | Ligue 1               | 31          | 0           | 6               | 0               | 3                 | 0                 | -          | -          | -                              | -                              | -                              | 40    | 0     |
| 2007-2008             | FC Sochaux-Montbéliard  | Ligue 1               | 34          | 0           | 2               | 0               | -                 | -                 | 1          | 0          | C3                             | 2                              | 0                              | 39    | 0     |
| 2008-2009             | FC Sochaux-Montbéliard  | Ligue 1               | 22          | 0           | -               | -               | -                 | -                 | -          | -          | -                              | -                              | -                              | 22    | 0     |
| Sous-total            | Sous-total              | Sous-total            | 87          | 0           | 8               | 0               | 3                 | 0                 | 1          | 0          | -                              | 2                              | 0                              | 101   | 0     |
| 2009-2010             | RC Strasbourg           | Ligue 2               | 24          | 0           | 2               | 0               | 1                 | 0                 | -          | -          | -                              | -                              | -                              | 27    | 0     |
| 2010-2011             | RC Strasbourg           | National              | 36          | 0           | 4               | 1               | -                 | -                 | -          | -          | -                              | -                              | -                              | 40    | 1     |
| Sous-total            | Sous-total              | Sous-total            | 60          | 0           | 6               | 1               | 1                 | 0                 | -          | -          | -                              | -                              | -                              | 67    | 1     |
| 2011-2012             | Royal Mouscron-Peruwelz | Division 3            | 28          | 1           | 2               | 0               | -                 | -                 | -          | -          | -                              | -                              | -                              | 30    | 1     |
| 2012-2013             | Royal Mouscron-Peruwelz | Division 2            | 27          | 0           | 9               | 0               | -                 | -                 | -          | -          | -                              | -                              | -                              | 36    | 0     |
| 2013-2014             | Royal Mouscron-Peruwelz | Division 2            | 30          | 0           | 7               | 0               | -                 | -                 | -          | -          | -                              | -                              | -                              | 37    | 0     |
| Sous-total            | Sous-total              | Sous-total            | 85          | 1           | 18              | 0               | -                 | -                 | -          | -          | -                              | -                              | -                              | 103   | 1     |
| Total sur la carrière | Total sur la carrière   | Total sur la carrière | 534         | 6           | 53              | 1               | 16                | 0                 | 1          | 0          | -                              | 21                             | 0                              | 625   | 7     |